# Доры (Тверская область)
Доры — деревня в Молоковском районе Тверской области.

## География
Находится в восточной части Тверской области на расстоянии приблизительно 15 км по прямой на восток-северо-восток от районного центра поселка Молоково.

## История
Деревня была отмечена еще на карте 1825 года. В 1859 году здесь (деревня Весьегонского уезда Тверской губернии) был учтен 21 двор. До 2015 года входила в Делединское сельское поселение, с 2015 по 2021 год в состав Молоковского сельского поселения до его упразднения.

## Население
Численность населения: 98 человек (1859 год), 11 (русские 100 %) в 2002 году, 1 в 2010.